# Wehrmedizinische Ethik
Wehrmedizinische Ethik („Military Medical Ethics“) ist ein Teilbereich der Medizinethik, der sich in besonderer Weise mit Fragen der Medizinethik in bewaffneten Konflikten beschäftigt. 

## Forschung und Aussicht
Zentrale wehrmedizinethische Problemfelder sind die doppelte Loyalität als Arzt und Soldat, der Waffengebrauch durch Sanitätspersonal oder Allokationsprobleme wie die Triage oder Human Enhancement. 
Das Dilemma der Doppelrolle als Sanitäter und Soldat führt oft auch zu Konflikten bei der Versorgung der Zivilbevölkerung im Einsatzgebiet oder der umstrittenen Frage nach Ärzten bei Folter. Das Allokationsproblem beschreibt das Problem, begrenzte Ressourcen, wie beispielsweise medizinische Versorgung, in einem militärischen Kontext effizient zuzuweisen, um die Erfüllung militärischer Ziele sicherzustellen. Der Vorgang der Triage, einem Begriff aus der Medizin, beschreibt, wie bei knappen Ressourcen entschieden wird, welche Personen vorrangig behandelt werden, basierend auf Dringlichkeit und Überlebenschance. In einem militärischen Umfeld stellt dies sowohl eine ethische als auch eine praktische Herausforderung dar, da militärische Prioritäten möglicherweise Vorrang vor humanitären Aspekten haben. Zudem haben neue Weisen der Kriegführung etablierte normative Standards (wie die Nutzung von Schutzzeichen nach dem Humanitären Völkerrecht) unter Druck gebracht.
Derzeit widmen sich erst wenige akademische Einrichtungen der wehrmedizinischen Ethik. Zu nennen sind das Institut für Wehrmedizinische Ethik der Bundeswehr in München, das ICMM Centre of Reference for IHL and Ethics in Zürich und das Centre for Military Healthcare Ethics am King’s College London.
Bei Springer Nature erscheint die Buchreihe Military and Humanitarian Health Ethics, die sich vertieft mit Fragen der wehrmedizinischen Ethik auseinandersetzt.